# Hull City Association Football Club 2022-2023
Questa voce raccoglie le informazioni riguardanti lo Hull City Association Football Club nelle competizioni ufficiali della stagione 2022-2023.

## Maglie e sponsor
| Casa | Trasferta | Terza divisa |

Sponsor ufficiale: Corendon Airlines
Fornitore tecnico: Umbro

## Rosa

### Rosa 2022-2023
Rosa aggiornata al 1 febbraio 2023.
| N. |                        | Ruolo | Calciatore             |
| -- | ---------------------- | ----- | ---------------------- |
| 1  | Inghilterra (bandiera) | P     | Matt Ingram            |
| 2  | Inghilterra (bandiera) | D     | Lewie Coyle (capitano) |
| 3  | Australia (bandiera)   | D     | Callum Elder           |
| 4  | Inghilterra (bandiera) | D     | Jacob Greaves          |
| 5  | Inghilterra (bandiera) | D     | Alfie Jones            |
| 6  | Portogallo (bandiera)  | D     | Tobias Figueiredo      |
| 7  | Turchia (bandiera)     | C     | Ozan Tufan             |
| 8  | Scozia (bandiera)      | C     | Greg Docherty          |
| 9  | Iran (bandiera)        | A     | Allahyar Sayyadmanesh  |
| 10 | Inghilterra (bandiera) | C     | Malcom Ebiowei         |
| 12 | Inghilterra (bandiera) | P     | Karl Darlow            |
| 13 | Inghilterra (bandiera) | P     | Nathan Baxter          |
| 14 | Irlanda (bandiera)     | C     | Harry Vaughan          |
| 15 | Inghilterra (bandiera) | C     | Ryan Woods             |
| 16 | Inghilterra (bandiera) | C     | Ryan Longman           |
| 17 | Irlanda (bandiera)     | D     | Sean McLoughlin        |

| N. |                           | Ruolo | Calciatore         |
| -- | ------------------------- | ----- | ------------------ |
| 17 | Mali (bandiera)           | C     | Adama Traoré       |
| 19 | Colombia (bandiera)       | A     | Oscar Estupiñán    |
| 20 | Grecia (bandiera)         | C     | Dīmītrios Pelkas   |
| 24 | Costa d'Avorio (bandiera) | C     | Jean Seri          |
| 27 | Inghilterra (bandiera)    | C     | Regan Slater       |
| 28 | Inghilterra (bandiera)    | C     | Callum Jones       |
| 29 | Inghilterra (bandiera)    | D     | Matty Jacob        |
| 30 | Ghana (bandiera)          | A     | Benjamin Tetteh    |
| 32 | Francia (bandiera)        | P     | Timothée Lo-Tutala |
| 33 | Irlanda (bandiera)        | D     | Cyrus Christie     |
| 35 | Inghilterra (bandiera)    | C     | Xavier Simons      |
| 36 | Inghilterra (bandiera)    | A     | Will Jarvis        |
| 37 | Inghilterra (bandiera)    | P     | David Robson       |
| 44 | Irlanda (bandiera)        | A     | Aaron Connolly     |
| 49 | Inghilterra (bandiera)    | A     | Vaughn Covil       |